# ジョニー・ヘイズ
ジョニー・ヘイズ（John Joseph "Johnny" Hayes、1886年4月10日 - 1965年8月25日）は、アメリカ合衆国の陸上競技選手。1908年ロンドンオリンピックの金メダリストである。

## 経歴
ヘイズの陸上選手としてのキャリアは、1906年ボストンマラソンからスタートした。この大会では5位という結果に終わっている。翌1907年もボストンマラソンに出場、結果は3位となり前年よりも順位が向上した。さらに同年ヨンカーズマラソンでは優勝した。1908年になり、3年連続出場したボストンマラソンで2位に入り、同年のロンドンオリンピックのアメリカ代表に選出された。
ロンドンオリンピックのマラソンは、スタートであるウィンザー城から、メインスタジアムであるホワイトシティ・スタジアムのアレクサンドラ王妃が待つ貴賓席の前をゴールするコースで距離は42.195kmであった（その後、1921年に国際陸連がこの距離を公式にマラソンの距離とするまで、マラソンの距離は約40kmとされていた）。
レースは7月24日に異常なほどの暑さの中で行われた。最初にスタジアムに入ってきたのは、イタリアのドランド・ピエトリであった。しかし、スタジアム内でのピエトリはふらふらで、間違った方向に進もうとしたり、倒れたりしながらも医師や係員によって助け上げられたりしながら、何とかフィニッシュラインにたどり着いた。

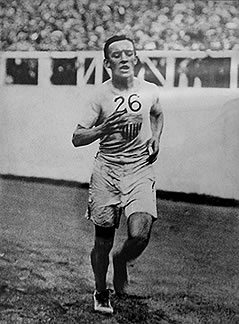
スタジアム内を疾走するヘイズ（1908年ロンドンオリンピック）

ドランドがもだえ苦しむ姿に観衆は声援を送る中、2番目にゴールしたヘイズに注意を払う者はほとんどいなかった。アメリカの役員はドランドの優勝に異議を唱えるが、観衆はドランドの味方であった。公式結果はドランドの失格、ヘイズの金メダルを決定した。しかし、ドランドは王妃から金杯を贈られ、金メダルを獲得したヘイズ以上に名声を受け取ったのである。
ロンドンオリンピックの後、人々の興味はヘイズとピエトリのどちらが強いのかという方向に向かっていった。2人はプロに転向し、同年11月にニューヨークのマディソン・スクエア・ガーデンで2人の対戦が実現した。このレースではピエトリが勝利した。翌年3月にも対戦が組まれ、再度ピエトリが勝利している。
ヘイズは、1912年ストックホルムオリンピックにはトレーナーとして参加した。後に、体育の教師となった後、食品関係の職に従事した。